# 57-ма піхотна дивізія (Третій Рейх)
57-ма піхотна дивізія (Третій Рейх) (нім. 57. Infanterie-Division) — піхотна дивізія Вермахту за часів Другої світової війни.

## Історія
57-ма піхотна дивізія була сформована 26 серпня 1939 в Ландсгуті в VII-му військовому окрузі (нім. Wehrkreis VII) під час 2-ї хвилі мобілізації Вермахту.

## Райони бойових дій
- Німеччина (серпень 1939);
- Польща (вересень — жовтень 1939);
- Німеччина (жовтень 1939 — травень 1940);
- Франція (травень 1940 — квітень 1941);
- Генеральна губернія (квітень — червень 1941);
- СРСР (південний напрямок) (червень 1941 — липень 1944).

## Командування

### Командири
- генерал-лейтенант Оскар Блюмм (нім. Oskar Blümm) (26 серпня 1939 — 26 вересня 1941);
- генерал від інфантерії Антон Достлер (нім. Anton Dostler) (26 вересня 1941 — 10 квітня 1942);
- генерал-лейтенант Оскар Блюмм (10 квітня — 10 жовтня 1942);
- генерал від інфантерії Фрідріх Зіберт (нім. Friedrich Siebert) (10 жовтня 1942 — 20 лютого 1943);
- генерал-лейтенант Отто Фреттер-Піко (нім. Otto Fretter-Pico) (20 лютого — 1 вересня 1943);
- генерал-лейтенант Вінценц Мюллер (нім. Vincenz Müller) (1 — 19 вересня 1943);
- генерал-майор Адольф Тровіц (нім. Adolf Trowitz) (19 вересня 1943 — 7 липня 1944), захоплений в полон.

## Нагороджені дивізії
Нагороджені дивізії
|  | Кавалери Нагрудного знаку ближнього бою в золоті                                                           | 2                                                                                    |
|  | Кавалери Золотого Німецького Хреста                                                                        | 62                                                                                   |
|  | Кавалери Срібного Німецького Хреста                                                                        | 1                                                                                    |
|  | Кавалери Лицарського хреста Залізного хреста з Дубовим листям та Мечами                                    | 1 (№ 70 оберстлейтенант Альфонс Кеніг — 09.06.1944)                                  |
|  | Кавалери Лицарського хреста Залізного хреста з Дубовим листям                                              | 2 (№ 194 гауптман Альфонс Кеніг — 21.02.1943 № 328 майор Йозеф Гайндль — 18.11.1943) |
|  | Кавалери Лицарського хреста Залізного хреста                                                               | 20                                                                                   |
|  | Кавалери Почесної відзнаки Сухопутних військ «Почесна застібка на орденську стрічку для Сухопутних військ» | 10                                                                                   |

- Нагороджені Сертифікатом Пошани Головнокомандувача Сухопутних військ (8)
- Нагороджені Сертифікатом Пошани Головнокомандувача Сухопутних військ за збитий літак противника (1)